# Панамериканский Кубок по волейболу среди женщин 2012
11-й розыгрыш Панамериканского Кубка по волейболу среди женщин прошёл с 12 по 20 июля 2012 года в Сьюдад-Хуаресе (Мексика) с участием 12 национальных сборных команд стран-членов NORCECA и CSV. Победителем во 2-й раз в своей истории стала сборная США.

## Команды-участницы
- NORCECA: Доминиканская Республика, Канада, Коста-Рика, Куба, Мексика, Пуэрто-Рико, США, Тринидад и Тобаго.
- CSV: Аргентина, Бразилия, Колумбия, Перу.

## Система проведения турнира
12 команд-участниц на предварительном этапе разбиты на две группы. Победители групп напрямую выходят в полуфинал плей-офф. Команды, занявшие в группах 2-е и 3-и места, выходят в четвертьфинал и определяют ещё двух участников полуфинала. Полуфиналисты по системе с выбыванием определяют призёров первенства. Итоговые 5—8-е места также по системе с выбыванием разыгрывают проигравшие в 1/4-финала и победители матчей между командами, занявшими в группах предварительного этапа 4—5-е места.
За победы со счётом 3:0 команды получают по 5 очков, за победы 3:1 — по 4, 3:2 — по 3, за поражения 2:3 — по 2 очка, 1:3 — по 1, за поражения 0:3 очки не начисляются.

## Предварительный этап

### Группа А
| М | Команда                  | 1   | 2   | 3   | 4   | 5   | 6   | И | В | П | С/П  | О  |
| - | ------------------------ | --- | --- | --- | --- | --- | --- | - | - | - | ---- | -- |
| 1 | США                      |     | 1:3 | 3:2 | 3:0 | 3:0 | 3:1 | 5 | 4 | 1 | 13:6 | 18 |
| 2 | Куба                     | 3:1 |     | 3:2 | 3:1 | 2:3 | 3:0 | 5 | 4 | 1 | 14:7 | 18 |
| 3 | Доминиканская Республика | 2:3 | 2:3 |     | 3:0 | 3:1 | 3:0 | 5 | 3 | 2 | 13:7 | 18 |
| 4 | Пуэрто-Рико              | 0:3 | 1:3 | 0:3 |     | 3:0 | 3:0 | 5 | 2 | 3 | 7:9  | 11 |
| 5 | Канада                   | 0:3 | 3:2 | 1:3 | 0:3 |     | 3:0 | 5 | 2 | 3 | 7:11 | 9  |
| 6 | Колумбия                 | 1:3 | 0:3 | 0:3 | 0:3 | 0:3 |     | 5 | 0 | 5 | 1:15 | 1  |

12.07: Доминиканская Республика — Колумбия 3:0 (25:13, 25:18, 25:11); США — Канада 3:0 (25:15, 25:22, 25:15); Куба — Пуэрто-Рико 3:1 (16:25, 25:15, 25:18, 25:19).
13.07: Куба — Колумбия 3:0 (25:19, 25:21, 25:15); Доминиканская Республика — Канада 3:1 (25:17, 18:25, 25:19, 25:21); США — Пуэрто-Рико 3:0 (25:15, 25:12, 25:14).
14.07: Канада — Колумбия 3:0 (25:12, 25:19, 25:13); Доминиканская Республика — Пуэрто-Рико 3:0 (25:22, 25:19, 25:22); Куба — США 3:1 (25:18, 25:23, 18:25, 25:19).
15.07: Пуэрто-Рико — Канада 3:0 (25:20, 25:19, 25:18); США — Колумбия 3:1 (25:27, 25:21, 25:13, 25:17); Куба — Доминиканская Республика 3:2 (17:25, 18:25, 25:8, 25:21, 15:13).
16.07: Канада — Куба 3:2 (25:23, 25:23, 17:25, 22:25, 15:7); Пуэрто-Рико — Колумбия 3:0 (25:22, 25:15, 25:20); США — Доминиканская Республика 3:2 (24:26, 24:26, 25:15, 25:22, 15:12).

### Группа В
| М | Команда           | 1   | 2   | 3   | 4   | 5   | 6   | И | В | П | С/П  | О  |
| - | ----------------- | --- | --- | --- | --- | --- | --- | - | - | - | ---- | -- |
| 1 | Бразилия          |     | 3:0 | 3:0 | 3:0 | 3:0 | 3:0 | 5 | 5 | 0 | 15:0 | 25 |
| 2 | Перу              | 0:3 |     | 3:1 | 3:0 | 3:0 | 3:0 | 5 | 4 | 1 | 12:4 | 19 |
| 3 | Аргентина         | 0:3 | 1:3 |     | 3:0 | 3:0 | 3:0 | 5 | 3 | 2 | 10:6 | 16 |
| 4 | Коста-Рика        | 0:3 | 0:3 | 0:3 |     | 3:2 | 3:1 | 5 | 2 | 3 | 6:12 | 7  |
| 5 | Тринидад и Тобаго | 0:3 | 0:3 | 0:3 | 2:3 |     | 3:1 | 5 | 1 | 4 | 5:13 | 6  |
| 6 | Мексика           | 0:3 | 0:3 | 0:3 | 1:3 | 1:3 |     | 5 | 0 | 5 | 2:15 | 2  |

12.07: Бразилия — Коста-Рика 3:0 (25:9, 25:15, 25:11); Перу — Аргентина 3:1 (14:25, 25:21, 25:21, 25:23); Тринидад и Тобаго — Мексика 3:1 (27:25, 25:20, 17:25, 25:19).
13.07: Аргентина — Тринидад и Тобаго 3:0 (26:24, 25:14, 25:13); Бразилия — Перу 3:0 (25:11, 25:19, 25:16); Коста-Рика — Мексика 3:1 (25:27, 25:18, 25:20, 25:23).
14.07: Бразилия — Тринидад и Тобаго 3:0 (25:16, 25:16, 25:20); Перу — Коста-Рика 3:0 (25:11, 25:11, 25:15); Аргентина — Мексика 3:0 (25:15, 25:19, 25:21).
15.07: Коста-Рика — Тринидад и Тобаго 3:2 (25:22, 24:26, 19:25, 26:24, 15:12); Бразилия — Аргентина 3:0 (25:20, 25:17, 27:25); Перу — Мексика 3:0 (25:18, 25:19, 25:14).
16.07: Перу — Тринидад и Тобаго 3:0 (25:15, 25:20, 25:12); Аргентина — Коста-Рика 3:0 (25:14, 25:22, 25:8); Бразилия — Мексика 3:0 (25:14, 25:9, 25:21).

## Матч за 11-е место
18 июля
Колумбия — Мексика 3:2 (25:23, 21:25, 25:16, 21:25, 15:13).

## Плей-офф

### Четвертьфинал
18 июля
Куба — Аргентина 3:0 (25:16, 25:13, 25:20)
Доминиканская Республика — Перу 3:0 (25:17, 25:16, 25:20)

### Классификационные матчи
18 июля
Канада — Коста-Рика 3:2 (25:22, 18:25, 25:16, 13:25, 15:13).
Пуэрто-Рико — Тринидад и Тобаго 3:1 (25:27, 25:11, 25:19, 25:17)

### Полуфинал за 1—4 места
19 июля
Победители групп предварительного этапа играют против победителей матчей 1/4-финала
Бразилия — Куба 3:1 (27:25, 25:18, 19:25, 25:18)
США — Доминиканская Республика 3:1 (25:20, 26:24, 24:26, 25:16)

### Полуфинал за 5—8 места
19 июля
Проигравшие в матчах 1/4-финала играют против победителей классификационных матчей
Аргентина — Канада 3:1 (23:25, 25:14, 26:14, 25:14)
Пуэрто-Рико — Перу 3:1 (24:26, 25:15, 25:18, 25:21)

### Матч за 9-е место
19 июля
Играют проигравшие в классификационных матчах
Коста-Рика — Тринидад и Тобаго 3:2 (25:19, 21:25, 25:15, 20:25, 15:6).

### Матч за 7-е место
20 июля
Играют проигравшие в полуфиналах за 5-8 места
Канада — Перу 3:0 (25:21, 25:22, 25:19).

### Матч за 5-е место
20 июля
Играют победители полуфиналов за 5-8 места
Аргентина — Пуэрто-Рико 3:0 (25:20, 25:20, 25:17).

### Матч за 3-е место
20 июля
Играют проигравшие в полуфиналах за 1-4 места
Куба — Доминиканская Республика 3:2 (25:21, 28:26, 23:25, 18:25, 15:12).

### Финал
20 июля
Играют победители полуфиналов за 1-4 места
США — Бразилия 3:2 (28:30, 18:25, 25:22, 25:21, 15:11). Отчёт Архивная копия от 4 марта 2016 на Wayback Machine

## Итоги

### Положение команд
| США                         |
| Бразилия                    |
| Куба                        |
| 4. Доминиканская Республика |
| 5. Аргентина                |
| 6. Пуэрто-Рико              |
| 7. Канада                   |
| 8. Перу                     |
| 9. Коста-Рика               |
| 10. Тринидад и Тобаго       |
| 11. Колумбия                |
| 12. Мексика                 |

По итогам розыгрыша путёвки на Гран-при-2013 получили США, Куба, Доминиканская Республика, Пуэрто-Рико (четыре лучшие команды от NORCECA) и Аргентина (от CSV). Бразилия уже имела спецприглашение (wild card) на Гран-при.

### Призёры
США: Алиша Гласс, Стэйси Сикора, Кайла Бэнуорт, Дженнифер Тамас, Лорен Паолини, Нэнси Метколф, Николь Фосетт, Кассиди Лихтман, Карли Ллойд, Рут Кио Бёрдин, Кристин Ричардс, Лорен Джиббмейер. Главный тренер — Сунахара Рид.
  Бразилия: Жулиана ди Соуза Ногейра, Летисия Маньяни Аге, Клаудия Силва, Самара Алмейда, Приссила Даройт, Габриэла Брага Гимарайнс (Габи), Андресса Пикусса, Жойс Силва, Селен Пинто, Наташа Фарина, Ана Тьеми Такагуи. Главный тренер — Клаудио Пиньейро.
  Куба: Вильма Салас Росель, Янелис Сантос Альегне, Алёна Рохас Орта, Йоана Паласиос Мендоса, Даймара Лескай Кахигаль, Эмили Боррель Крус, Ана Клегер Абель, Леанни Кастаньеда Симон, Росанна Хьель Рамос, Юсидей Силье Фромета, Жизель де ла Каридад Сильва Франко, Сулиан Матьенсо Линарес. Главный тренер — Хуан Гала Родригес.

### Индивидуальные призы
MVP:  Кристин Ричардс
Лучшая нападающая:  Янелис Сантос
Лучшая блокирующая:  Наташа Фарина
Лучшая на подаче:  Янелис Сантос
Лучшая на приёме:  Бренда Кастильо
Лучшая в защите:  Бренда Кастильо
Лучшая связующая:  Елена Кельдибекова
Лучшая либеро:  Бренда Кастильо
Самая результативная:  Кристин Ричардс